# William Mahony
William Victor "Bill" Mahony, född 16 september 1949 i New Westminster i British Columbia, är en kanadensisk före detta simmare.
Mahony blev olympisk bronsmedaljör på 4 x 100 meter medley vid sommarspelen 1972 i München.